# 743

## Decese
- Artabasdus, împărat bizatin din 741 (n. ?)

- Godescalc (Gottschalk), duce longobard de Benevento din 740 (n. ?)